# Non è perfetto
Non è perfetto è un singolo della cantante Lisa, pubblicato il 6 maggio 2016 come primo singolo estratto dall'album Rispetto 6.1.

## Video musicale
Il videoclip del brano, diretto da Silvia D'Orazi, è stato pubblicato su YouTube il 29 aprile 2016.

## Tracce
Download digitale
1. Non è perfetto – 4:01